# Diables rouges de Bagnolet
Les Diables rouges de Bagnolet, dit aussi Bagnolet Lutte 93, sont un club de lutte de Bagnolet (Seine-Saint-Denis).

## Histoire du club
Fondé en 1924, le club compte 540 licenciés en 2024, ce qui est en fait le premier de France.  Installé dans une salle du stade de la briqueterie depuis 1969, le club se prépare en 2024 à être relocalisé dans un autre espace de la ville en raison de travaux de construction sur cette emprise. 
Club du champion olympique 2008 Steeve Guénot et de Mélonin Noumonvi, le club est une place-forte de la lutte en France avec trois sélectionnés pour les JOP de 2024: Koumba Larroque, Mamadassa Sylla et Améline Douarre.
Mamadassa Sylla a été formé au club après avoir découvert la lutte pendant les congés scolaires, comme de nombreux bagnoletais.